# Космос-1517
Космос-1517 је један од преко 2400 совјетских вјештачких сателита лансираних у оквиру програма Космос.
Космос-1517 је лансиран са космодрома Капустин Јар, СССР, 27. децембра 1983. Ракета-носач Космос је поставила сателит у орбиту око планете Земље. 